# Eduard Hofman
Eduard Hofman (16. května 1914, Krakov – 11. června 1987, Praha) český tvůrce animovaných filmů zejména pro děti.

## Život
Vystudoval architekturu na ČVUT. Inicioval vznik studia Bratři v triku. Jeho prvním celovečerním filmem bylo známé Stvoření světa z roku 1957. Vytvořil mimo jiné pana Vajíčko. Kromě režie animovaných filmů se věnoval hraným filmům a knižní grafice. Držitel titulu zasloužilý umělec.

## Filmografie
Úplný výčet krátkých i dlouhých filmů, které Eduard Hofman vytvořil, by dosahoval k počtu tří set. Jeho tvůrčím krédem byla ekranizace kvalitní dětské literatury a oživování ilustrací předních českých výtvarníků. Typickým příkladem bylo Devatero pohádek, vycházející z literární předlohy Karla Čapka a kreseb jeho bratra Josefa. Ze svých filmů měl Eduard Hofman nejraději Andělský kabát.

### Celovečerní animované filmy
- 1957 – Stvoření světa (scénář a režie)

### Krátké animované filmy
- 1943 – Čarodějův učeň (výtvarník)
- 1944 – Neposlušný zajíček (scénář)
- 1945 – Zasadil dědek řepu (scénář)
- 1946 – Dárek (autor komentáře a scénář)
- 1946 – Zvířátka a petrovští (scénář, výtvarná a režijní spolupráce)
- 1946 – Hotovo, jedem! (scénář a režie)
- 1947 – Míša Kulička (scénář a režie)
- 1948 – Andělský kabát (scénář, tvůrčí spolupráce a režie)
- 1948 – Proč sedají práci na telegrafní dráty (scénář a režie)
- 1949 – Lenora (scénář a režie)
- 1949 – Říkadla (námět, scénář a režie)
- 1950 – O pyšné noční košilce (scénář a režie)
- 1950 – Jak pejsek s kočičkou myli podlahu (scénář a režie)
- 1951 – Jak si pejsek s kočičkou dělali dort (scénář a režie)
- 1951 – Jak si pejsek roztrhl kalhoty (scénář a režie)
- 1952 – Jablůňka se zlatými jablky (scénář a režie)
- 1954 – Jak pejsek s kočičkou psali psaní (scénář a režie)
- 1954 – O panence, která tence plakala (scénář a režie)
- 1954 – Kde je Míša? (scénář a režie)
- 1954 – Kdo šetří, ten jede (scénář a režie)
- 1955 – Moje žena Penelopa (režie)
- 1956 – Hrajeme si (scénář a režie)
- 1956 – Jak je svět zařízen (scénář a režie)
- 1959 – Bajka kompromisní (námět, scénář a režie)
- 1959 – Psí pohádka (výtvarník, námět, autor komentáře, scénář a režie)
- 1959 – Tucet mých tatínků (výtvarník, scénář a režie)
- 1960 – Červená aerovka (scénář a režie)
- 1960 – Dvanáct měsíčků (scénář a režie)
- 1961 – Hrnec nafoukanec (scénář a režie)
- 1961 – Pošťácká pohádka (výtvarník, námět, autor komentáře, scénář a režie)
- 1962 – Modré z nebe (scénář a režie)
- 1963 – Doktorská pohádka (výtvarník, námět, autor komentáře, scénář a režie)
- 1964 – Kybernetický dědeček (námět, autor komentáře, scénář a režie)
- 1964 – Loupežnická pohádka (výtvarník, námět, autor komentáře, scénář a režie)
- 1973 – Tulácká pohádka (výtvarník, námět, autor komentáře, scénář a režie)
- 1973 – Vodnická pohádka (výtvarník, námět, autor komentáře, scénář a režie)
- 1982 – Fair play (námět, scénář a režie)

### Ostatní filmová tvorba
- 1932 – Před maturitou (hraje: student)
- 1957 – To jsou Bratři v triku (účinkuje)
- 1960 – Ledoví muži (hraje: brankář)
- 1961 – Lidé za kamerou (námět, scénář a režie)
- 1969 – Přehlídce velím já! (hraje: porotce soutěže 10x odpověz)
- 1984 – Barrandovské nokturno aneb Jak film tančil a zpíval (účinkuje)

### Televizní tvorba
Večerníčková tvorba
- 1974 – Lužickosrbské bajky (režie)
- 1976 – Srbské pohádky (režie)
- 1977 – Pražská domovní znamení (režie)
- 1978 – Příhody opičáka Hanumana (režie)
- 1980 – Šibalské pohádky (režie)
- 1982 – O chytré kmotře lišce (režie)
- 1983 – Panáček Paneláček (režie)
- 1985 – Nezbedné pověsti (režie)
- 1985 – Pohádky o mašinkách (režie)

Ostatní televizní tvorba
- 1965 – Hamlet v bytě [dokumentární] (námět, scénář a režie)
- 1965 – Paleta čistého srdce [dokumentární] (námět, scénář a režie)
- 1967 – Klapzubova jedenáctka [seriál] (režie)